# Бородуля, Михаил Иванович
Михаил Иванович Бородуля (5 ноября 1913—9 июня 1990) — директор Гиагинской МТС Республики Адыгея. Участник Великой Отечественной войны. Герой Социалистического Труда (1948).

## Биография
Родился 5 ноября 1913 года в с. Благодарное (ныне город Благодарный Благодарненского городского округа Ставропольского края) в семье крестьянина. Переехал жить на Кубань. В 1931 году начал работать трактористом в колхозе имени Красина станицы Гиагинской. 
С октября 1935 по август 1937 года служил в РККА механиком-водителем 152 стрелкового полка. После службы в армии окончил курсы краевой школы механизации сельского хозяйства, с 1938 года был назначен бригадиром тракторной бригады Гиагинской  МТС. 
В годы Великой Отечественной войны мобилизован 15 июля 1941 года Гиагинским РВК Краснодарского края. Служил с июля 1941 по октябрь 1945 года в 21 учебном танковом полку старшим мотористом-регулировщиком и стрелком, механиком-водителем в 17-й отдельной роте обслуживания 18-й армии.
После демобилизации Михаил Иванович работал бригадиром тракторной бригады в Гиагинской МТС. Когда в Гиагинской объединили колхозы, он работал помощником бригадира, механиком по сельхозмашинам в колхозе Ленина.
В 1947 году на полях колхозов собрали хороший урожай пшеницы по 24-30 центнеров с гектара. 
За получение высоких урожаев пшеницы в 1947 году ему присвоено звание «Героя Социалистического Труда» Указом Президиума Верховного Совета СССР от 24 февраля 1948 года с вручением ордена Ленина и золотой медали «Серп и молот». 
Умер 9 июня 1990 года в станице Гиагинской.

## Награды
- Медаль «Серп и Молот» (1948);
- Орден Ленина (1948)
- Медаль «За оборону Кавказа»
- Медаль «В ознаменование 100-летия со дня рождения Владимира Ильича Ленина» (6 апреля 1970)
- Медаль «За победу над Германией в Великой Отечественной войне 1941—1945 гг.» (9 мая 1945[1])
- Юбилейная медаль «Двадцать лет Победы в Великой Отечественной войне 1941—1945 гг.» (7 мая 1965[2])
- Юбилейная медаль «Тридцать лет Победы в Великой Отечественной войне 1941—1945 гг.»[3]
- Юбилейная медаль «40 лет Вооружённых Сил СССР»[4]
- Юбилейная медаль «50 лет Вооружённых Сил СССР» (26 декабря 1967[5])
- Юбилейная медаль «60 лет Вооружённых Сил СССР» (28 января 1978[6])
- Юбилейная медаль «70 лет Вооружённых Сил СССР» (28 января 1988[7])

## Память

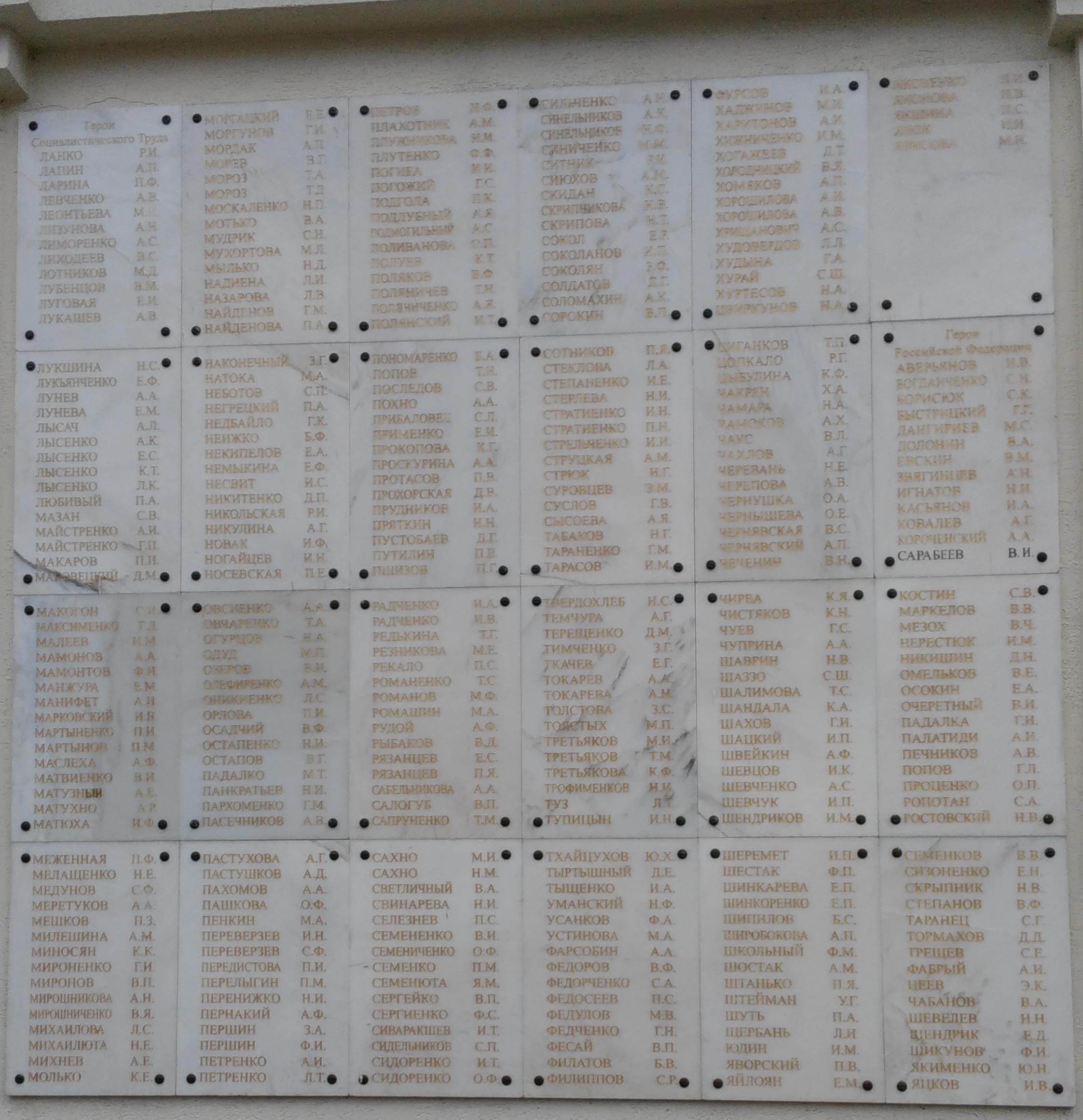
Мемориальная доска с именами Героев Социалистического Труда Кубани и Адыгеи. Краснодар 2017

- На могиле установлен надгробный памятник.
- Имя Героя золотыми буквами вписано на мемориальной доске в Краснодаре